# Ли Нина
Ли Нина́ (кит. упр. 李妮娜, пиньинь Lǐ Nīnà, род. 10 января 1983 года в городском округе Бэньси провинции Ляонин КНР) — китайская фристайлистка (акробатика), трёхкратная чемпионка мира, вице-чемпионка Олимпиады-2006 в Турине и Олимпиады-2010 в Ванкувере.